# Abraxas ischnophragma
Abraxas ischnophragma là một loài bướm đêm trong họ Geometridae.